# Macroptilium gibbosifolium
Macroptilium gibbosifolium là một loài thực vật có hoa trong họ Đậu. Loài này được (Ortega) A.Delgado miêu tả khoa học đầu tiên.